# Sommer-Paralympics 2020/Radsport
Im Radsport fanden bei den Sommer-Paralympics 2020 zwischen dem 24. August und dem 3. September 2021 51 Wettbewerbe statt.

## Leistungsklassen
Die Leistungsklassen im Paracycling werden nach Disziplin unterschieden:
- Cycling (Rennrad): C1 – C5, wobei C1 die höchste Beeinträchtigung bezeichnet
- Tandem für Sehbehinderte, die mit einem Piloten ohne Sehbehinderung fahren: B
- Handbike: H1 – H4
- Dreirad: T1 – T2

## Ergebnisse

### Bahnradsport

#### Männer
| Disziplin       | Klasse | Zeit         | Gold                          | Silber                     | Bronze                             |
| --------------- | ------ | ------------ | ----------------------------- | -------------------------- | ---------------------------------- |
| Zeitfahren      | B      | 58,038 s     | Neil Fachie/Matthew Rotherham | James Ball/Lewis Stewart   | Raphaël Beaugillet/François Pervis |
| Zeitfahren      | C1-3   | 1:03,877 min | Li Zhangyu                    | Alexandre Leaute           | Jaco Van Gass                      |
| Zeitfahren      | C4-5   | 1:01,557 min | Alfonso Cabello               | Jody Cundy                 | Jozef Metelka                      |
| Einerverfolgung | B      | OVL          | Tristan Bangma/Patrick Bos    | Stephen Bate/Adam Duggleby | Marcin Polak/Michał Ładosz         |
| Einerverfolgung | C1     | OVL          | Michail Astaschow             | Tristen Chernove           | Li Zhangyu                         |
| Einerverfolgung | C2     | 3:31,478 min | Alexandre Léauté              | Darren Hicks               | Liang Guihua                       |
| Einerverfolgung | C3     | 3:20,987 min | Jaco Van Gass                 | Finlay Graham              | David Nicholas                     |
| Einerverfolgung | C4     | OVL          | Jozef Metelka                 | Carol Eduard Novak         | Diego German Duenas                |
| Einerverfolgung | C5     | 4:20,757 min | Dorian Foulon                 | Alistair Donohoe           | Jehor Dementjew                    |

#### Frauen
| Disziplin       | Klasse | Zeit         | Gold                          | Silber                             | Bronze                       |
| --------------- | ------ | ------------ | ----------------------------- | ---------------------------------- | ---------------------------- |
| Zeitfahren      | B      | 1:05,291 min | Larissa Klaassen/Imke Brommer | Aileen McGlynn/Helen Scott         | Griet Hoet/Anneleen Monsieur |
| Zeitfahren      | C1-3   | 35,581 s     | Amanda Reid                   | Alyda Norbruis                     | Qian Wangwei                 |
| Zeitfahren      | C4-5   | 34,433 s     | Kadeena Cox                   | Kate O’Brien                       | Caroline Groot               |
| Einerverfolgung | B      | 3:19,560 min | Lora Fachie/Corrine Hall      | Katie-George Dunlevy/Eve McCrystal | Sophie Unwin/Jenny Holl      |
| Einerverfolgung | C1-3   | 3:50,815 min | Paige Greco                   | Xiaomei Wang                       | Denise Schindler             |
| Einerverfolgung | C4     | OVL          | Emily Petricola               | Shawn Morelli                      | Keely Shaw                   |
| Einerverfolgung | C5     | OVL          | Sarah Storey                  | Crystal Lane-Wright                | Marie Patouillet             |

#### Gemischter Wettbewerb
| Disziplin  | Klasse | Zeit     | Gold                                 | Silber                              | Bronze                                                       |
| ---------- | ------ | -------- | ------------------------------------ | ----------------------------------- | ------------------------------------------------------------ |
| Teamsprint | C1-5   | 47,579 s | Kadeena Cox Jaco Van Gass Jody Cundy | Li Zhangyu Wu Guoqing Lai Shanzhang | Ricardo Ten Argilés Pablo Jaramillo Gallardo Alfonso Cabello |

### Straßenradsport

#### Männer
| Disziplin        | Klasse | Zeit         | Gold                                  | Silber                          | Bronze                                     |
| ---------------- | ------ | ------------ | ------------------------------------- | ------------------------------- | ------------------------------------------ |
| Einzelzeitfahren | B      | 41:54,02 min | Alexandre Lloveras/Corentin Ermenault | Vincent Ter Schure/Timo Fransen | Christian Venge Balboa/Infante Noel Martin |
| Einzelzeitfahren | H1     | 43:49,41 min | Nicolas Pieter du Preez               | Fabrizio Cornegliani            | Maxime Hordies                             |
| Einzelzeitfahren | H2     | 31:23,53 min | Sergio Garrote Munoz                  | Luca Mazzone                    | Florian Jouanny                            |
| Einzelzeitfahren | H3     | 43:39,17 min | Walter Ablinger                       | Vico Merklein                   | Luis Miguel Garcia Marquina                |
| Einzelzeitfahren | H4     | 37:28,92 min | Jetze Plat                            | Thomas Frühwirth                | Alexander Gritsch                          |
| Einzelzeitfahren | H5     | 38:12,94 min | Mitch Valize                          | Loïc Vergnaud                   | Gary O’Reilly                              |
| Einzelzeitfahren | C1     | 24:53,37 min | Mikhail Astashov                      | Aaron Keith                     | Michael Teuber                             |
| Einzelzeitfahren | C2     | 34:39,78 min | Darren Hicks                          | Ewoud Vromant                   | Alexandre Leaute                           |
| Einzelzeitfahren | C3     | 35:00,82 min | Benjamin Watson                       | Steffen Warias                  | Matthias Schindler                         |
| Einzelzeitfahren | C4     | 45:47,10 min | Patrik Kuril                          | Jozef Metelka                   | George Peasgood                            |
| Einzelzeitfahren | C5     | 42:46,45 min | Daniel Abraham Gebru                  | Jehor Dementjew                 | Alistair Donohoe                           |
| Einzelzeitfahren | T1-2   | 28:54,88 min | Jianxin Chen                          | Tim Celen                       | Joan Reinoso Figuerola                     |
| Straßenrennen    | B      | 2:59:13 h    | Vincent Ter Schure / Timo Fransen     | Tristan Bangma / Patrick Bos    | Alexandre Lloveras / Corentin Ermenault    |
| Straßenrennen    | H1-2   | 1:49:36 h    | Florian Jouanny                       | Luca Mazzone                    | Sergio Garrote Munoz                       |
| Straßenrennen    | H3     | 2:34:35 h    | Ruslan Kutsnetsow                     | Heinz Frei                      | Walter Ablinger                            |
| Straßenrennen    | H4     | 2:15:13 h    | Jetze Plat                            | Thomas Frühwirth                | Alexander Gritsch                          |
| Straßenrennen    | H5     | 2:24:30 h    | Mitch Valize                          | Loïc Vergnaud                   | Tim De Vries                               |
| Straßenrennen    | C1-3   | 2:04:23 h    | Benjamin Watson                       | Finlay Graham                   | Alexandre Leaute                           |
| Straßenrennen    | C4-5   | 2:14:49 h    | Kevin Le Cunff                        | Jehor Dementjew                 | Daniel Abraham Gebru                       |
| Straßenrennen    | T1-2   | 51:07 min    | Jianxin Chen                          | Tim Celen                       | Juan Jose Betancourt Quiroga               |

#### Frauen
| Disziplin        | Klasse | Zeit         | Gold                               | Silber                   | Bronze                             |
| ---------------- | ------ | ------------ | ---------------------------------- | ------------------------ | ---------------------------------- |
| Einzelzeitfahren | B      | 47:32,07 min | Katie-George Dunlevy/Eve McCrystal | Lora Fachie/Corrine Hall | Louise Jannering/Anna Svaerdstroem |
| Einzelzeitfahren | H1-3   | 32:46,97 min | Annika Zeyen                       | Francesca Porcellato     | Renata Kaluza                      |
| Einzelzeitfahren | H4-5   | 45:40,05 min | Oksana Masters                     | Bianbian Sun             | Jennette Jansen                    |
| Einzelzeitfahren | C1-3   | 25:55,76 min | Keiko Sugiura                      | Anna Beck                | Paige Greco                        |
| Einzelzeitfahren | C4     | 39:33,79 min | Shawn Morelli                      | Emily Patricola          | Meg Lemon                          |
| Einzelzeitfahren | C5     | 36:08,90 min | Sarah Storey                       | Crystal Lane-Wright      | Kerstin Brachtendorf               |
| Einzelzeitfahren | T1-2   | 36:06,17 min | Jana Majunke                       | Carol Cooke              | Angelika Dreock-Käser              |
| Straßenrennen    | B      | 2:35:53 h    | Katie-George Dunlevy/Eve McCrystal | Sophie Unwin/Jenny Holl  | Louise Jannering/Anna Svaerdstroem |
| Straßenrennen    | H1-4   | 56:15 min    | Jennette Jansen                    | Annika Zeyen             | Alicia Dana                        |
| Straßenrennen    | H5     | 2:23:39 h    | Oksana Masters                     | Bianbian Sun             | Katia Aere                         |
| Straßenrennen    | C1-3   | 1:12:55 h    | Keiko Sugiura                      | Anna Beck                | Paige Greco                        |
| Straßenrennen    | C4-5   | 2:21:51 h    | Sarah Storey                       | Crystal Lane-Wright      | Marie Patouillet                   |
| Straßenrennen    | T1-2   | 1:00:58 h    | Jana Majunke                       | Angelika Dreock-Käser    | Jill Walsh                         |

#### Gemischter Wettbewerb
| Disziplin | Klasse | Zeit      | Gold                                         | Silber                                      | Bronze                                        |
| --------- | ------ | --------- | -------------------------------------------- | ------------------------------------------- | --------------------------------------------- |
| Staffel   | H1-5   | 52:32 min | Paolo Cecchetto Luca Mazzone Diego Colombari | Riadh Tarsim Florian Jouannyd Loïc Vergnaud | Ryan Pinney Alicia Dana Alfredo de los Santos |

## Medaillenspiegel
| Rang | Land                   | Gold | Silber | Bronze | Gesamt |
| ---- | ---------------------- | ---- | ------ | ------ | ------ |
| 1    | Vereinigtes Königreich | 9    | 11     | 3      | 23     |
| 2    | Niederlande            | 9    | 3      | 4      | 16     |
| 3    | Frankreich             | 5    | 3      | 7      | 15     |
| 4    | Australien             | 4    | 4      | 5      | 13     |
| 5    | Deutschland            | 3    | 4      | 5      | 12     |
| 6    | Volksrepublik China    | 3    | 4      | 3      | 10     |
| 7    | Vereinigte Staaten     | 3    | 2      | 3      | 8      |
| 8    | RPC                    | 3    | 0      | 0      | 3      |
| 9    | Slowakei               | 2    | 1      | 1      | 4      |
| 9    | Irland                 | 2    | 1      | 1      | 4      |
| 11   | Spanien                | 2    | 0      | 5      | 7      |
| 12   | Japan                  | 2    | 0      | 0      | 2      |
| 13   | Italien                | 1    | 4      | 1      | 6      |
| 14   | Österreich             | 1    | 0      | 3      | 4      |
| 15   | Südafrika              | 1    | 0      | 0      | 1      |
| 16   | Belgien                | 0    | 3      | 2      | 5      |
| 17   | Schweden               | 0    | 2      | 2      | 4      |
| 18   | Kanada                 | 0    | 2      | 1      | 3      |
| 18   | Ukraine                | 0    | 2      | 1      | 3      |
| 20   | Rumänien               | 0    | 1      | 0      | 1      |
| 20   | Schweiz                | 0    | 1      | 0      | 1      |
| 22   | Polen                  | 0    | 0      | 2      | 2      |
| 22   | Kolumbien              | 0    | 0      | 2      | 2      |